# Yozgat

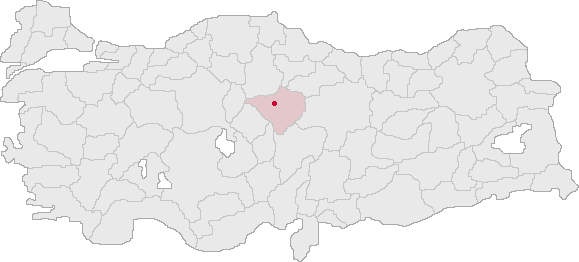
Współczesna turecka Yozgat

Yozgat – miasto w środkowej Turcji, centrum administracyjne prowincji o tej samej nazwie.
Według danych na rok 2000 miasto zamieszkiwało 73 930 osób, a według danych na rok 2004 całą prowincję ok. 718 000 osób. Gęstość zaludnienia w prowincji wynosiła ok. 51 osób na km².